# Александровский, Виктор Николаевич
Ви́ктор Никола́евич Александро́вский (14 [27] сентября 1917 — 24 марта 1987) — советский писатель, ответственный секретарь Хабаровского отделения Союза писателей РСФСР (1955—1987), член Союза писателей СССР с 1957 года, член ВКП(б)/КПСС с 1947 года. Заслуженный работник культуры РСФСР.

## Биография
Виктор Николаевич Александровский родился 14 сентября (27 сентября по нов. стилю) 1917 года в г. Троицкосавске (Кяхта) Забайкальской области в семье ветеринарного врача.
В 1921 году его отца зарубили шашкой казаки из отряда барона Унгерна, семья бежала в Иркутск. В Иркутске будущий писатель окончил школу.
В 1935 году поступил и окончил с отличием Томский политехнический институт (ТПУ) по специальности инженер-механик двигателей внутреннего сгорания.
В 1940 году прибыл по распределению в Хабаровск, работал мастером на Хабаровском судостроительном заводе им. Кирова (ныне ОАО «Остон-завод имени С. М. Кирова»). В 1941 году работал начальником дизельного цеха. Во время Великой Отечественной войны получил бронь. Рассказывает сын писателя Сергей Викторович Александровский:

 «Всю войну он собирал немецкие дизеля, которые снимали с захваченных фашистских судов и привозили на завод чуть ли не в виде лома. Отец делал чертежи, бригада вытачивала недостающие детали, потом шла подгонка, сборка и испытания. Получался практически новый дизель».
В 1947 года избран секретарём партбюро завода.
В 1948-м — 1-й секретарь Сталинского (Индустриального) райкома партии. В 1951 году — 2-й секретарь Хабаровского горкома партии по промышленности. Вспоминает сын:

 «Папе не нравилась партийная работа. Он говорил: „Порой она какая-то бестолковая“. А в 1986 году он был ещё резче. Повторял: „Строй этот разрушится, и будет многопартийная система“. Он был прекрасным инженером. Хотел быть конструктором двигателей, а партия приказала ему быть руководителем писательской организации…».
С 1955 года возглавлял (ответственный секретарь) Хабаровское отделение Союза писателей РСФСР и руководил им более 30 лет — до самой смерти.
В 1965 году на втором съезде писателей РСФСР избран членом правления, являлся членом редколлегии журнала «Дальний Восток». Вёл большую общественную работу как член крайкома КПСС и депутат краевого Совета. При его непосредственном участии были созданы самостоятельные писательские организации во всех областях и краях Дальнего Востока.
Весной 1987 года (время перестройки) в Хабаровске прошло собрание писателей, стали шуметь: «Почему писатель с десятью книжками руководит всеми писателями?» Критику подхватили Вячеслав Сукачёв (Шпрингер), Александр Мишкин, Сергей Кучеренко. А заступился за Александровского только поэт Михаил Асламов (с 1987 по 2018 гг. — председатель правления Хабаровского регионального отделения Союза писателей России).
Александровский трагически погиб 24 марта 1987 года в Хабаровске. Похоронен на Центральном кладбище Хабаровска, на аллее писателей (сектор № 1).

### Творчество
В 1951 году на страницах журнала «Дальний Восток» вышел его первый очерк «На лесном участке».
В 1954 году в Хабаровске вышла первая повесть — «Счастливого пути». В 1957 году повесть переиздали под названием «Когда нам семнадцать» и автора сразу приняли в Союз писателей СССР.
Его пьесы «День рождения» (1958) и «На границе тишина» (1963) шли в театрах Хабаровска, Комсомольска-на-Амуре, Советской Гавани.
Позже вышли книги «Венька-космонавт», «Море — счастье мое», «Рядовой Кошкин», «Друг мой Омголон», повесть «Юлька».
В 1968 году вышли его очерки о дальневосточниках «По старым адресам» и путевые заметки «Сайн байну, Монголия!».
Повесть «Тёплый дождь» в короткий срок выдержала три переиздания и в 1984 году отмечена премией Союза писателей РСФСР.
Он хотел запечатлеть в истории судостроителей Николаевска-на-Амуре, написать о них книгу. Встречался в Москве с Алексеем Адамовичем Гореглядом, который при Сталине был министром судостроительной промышленности СССР. Но времени не хватило.
Герои его книг — рабочие, инженеры, рыбаки, пограничники, дети.
Переписывался с Сергеем Михалковым, Расулом Гамзатовым, Андреем Пришвиным, Петром Проскуриным.

## Семья
Супруга — Галина Михайловна Александровская, врач. В 1940 году родилась дочка Лида [работала главным врачом Главного управления по обслуживанию дипломатического корпуса (ГлавУпДК) при МИД СССР (5-й корпус ГКБ им. С. П. Боткина)], в 1950 году — сын Сергей (1950—2019) [офицер ФСБ].

## Интересные факты
Командующий Южным фронтом Родион Малиновский высоко оценил безотказную работу немецких судовых дизелей марки «Man», которые собирали в Хабаровске и ставили на крейсеры Черноморского флота. Он поинтересовался: «Кто их делал?» Ему сказали: «Мастер Александровский». Уже в мирное время, Родиона Малиновского назначили командующим войсками ДВО, он разыскал в Хабаровске Александровского. Маршал спросил инженера: «Виктор Николаевич, тебе чего надо»? Александровский жил тогда с семьей в Доме специалистов в двухкомнатной квартире. Он ответил: «Нужна тишина, чтобы писать…» И Малиновский дал ему шикарную квартиру по ул. Истомина, 44 (дом за управлением ДВЖД).
Из воспоминаний писателя:
На даче подружился с писателем Александром Матвеевичем Грачевым. Он научил меня рыбачить: забрасывать закидушки, ловить карасей. Грачев — мой второй отец. Помню еще, как Андрей Пассар научил меня есть сырого сома с солью. До сих пор не могу передать этот вкус. Кошмар!
Дружил с начальником Амурского пароходства генерал-лейтенантом Зиновием Георгиевичем Захватовым. Они часто путешествовали по Амуру.
Последнюю пьесу Виктор Александровский писал так: взял творческий отпуск, купил катер и поехал по спецразрешению на протоку Казакевичево — смотреть, как служат пограничники. Лодка сломалась, ее стало нести к границе. Советский писатель чуть не уплыл в Китай! Но Виктор Николаевич не зря был инженером-механиком. Он на воде починил двигатель, завел его и ушел к советскому берегу.
Александровский не пил и не курил, не ругался. Он мог убеждать словами. Самое сильное ругательство для писателей у него было: «Ты что, с ума сошёл?!»

## Награды и звания
- Орден Трудового Красного Знамени (22.08.1986)
- орден «Знак Почёта» (28.10.1967)
- медали
- Заслуженный работник культуры РСФСР[15]
- Лауреат премии Союза писателей РСФСР

## Память
Памятник на могиле сделал народный художник СССР, академик Российской академии художеств Николай Вдовкин (он расписывал Собор Святого Петра в Ватикане). Был там и бронзовый барельеф, но его сняли.

## Адреса
Хабаровск, ул. Истомина, 44, кв. № 10.

## Сочинения
- Александровский В. Н. Счастливого пути [Когда нам семнадцать]: Повесть. — Хабаровск: Кн. изд., 1954. — 264 с.
- Александровский В. Н. Море — счастье мое: Повесть. — Хабаровск: Кн. изд., 1963. — 64 с.
- Александровский В. Н. Иришкин петушок. — Рис. Н. Павлишиной. — Хабаровск: Кн. изд., 1980. — 48 с., ил.
- Александровский В. Н. Юлька: Повесть. — 2-е изд. Для ст. возраста. Рис. Ю. Реброва. — М.: Дет. лит., 1985. — 168 с.
- Александровский В. Н. Теплый дождь: Повести. Худож. В. Алексеев. — М.: Современник, 1986. — 336 с., ил.
- Александровский В. Н. Теплый дождь. Повести и рассказы. Худож. Е. М. Фентисов. — Хабаровск: Кн. изд., 1987. — 320 с.

### Периодика
- Там, где сливаются реки // Граница: Докум. — худож. повествование о дальневост. границе. — Хабаровск, 1976. — С. 390—394.
- Человек с чемоданом: [О юных друзьях пограничников] // Граница: Докум. — худож. повествование о дальневост. границе. — Хабаровск, 1976. — С. 404—417.
- Всегда с партией, с народом: К 50-летию Первого Всесоюз. съезда сов. писателей // Дал. Восток. — 1984. — № 8. — С. 3-7.
- На переднем крае: [О работе Хабар. писат. орг.] // Лит. Россия. — 1985. — 28 июня. — С. 2.